# KS Hutnik Cracovie
Le KS Hutnik Cracovie, est un club omnisports de la ville de Cracovie.

## Section
- football
- handball